# 研究学園

## 研究学園

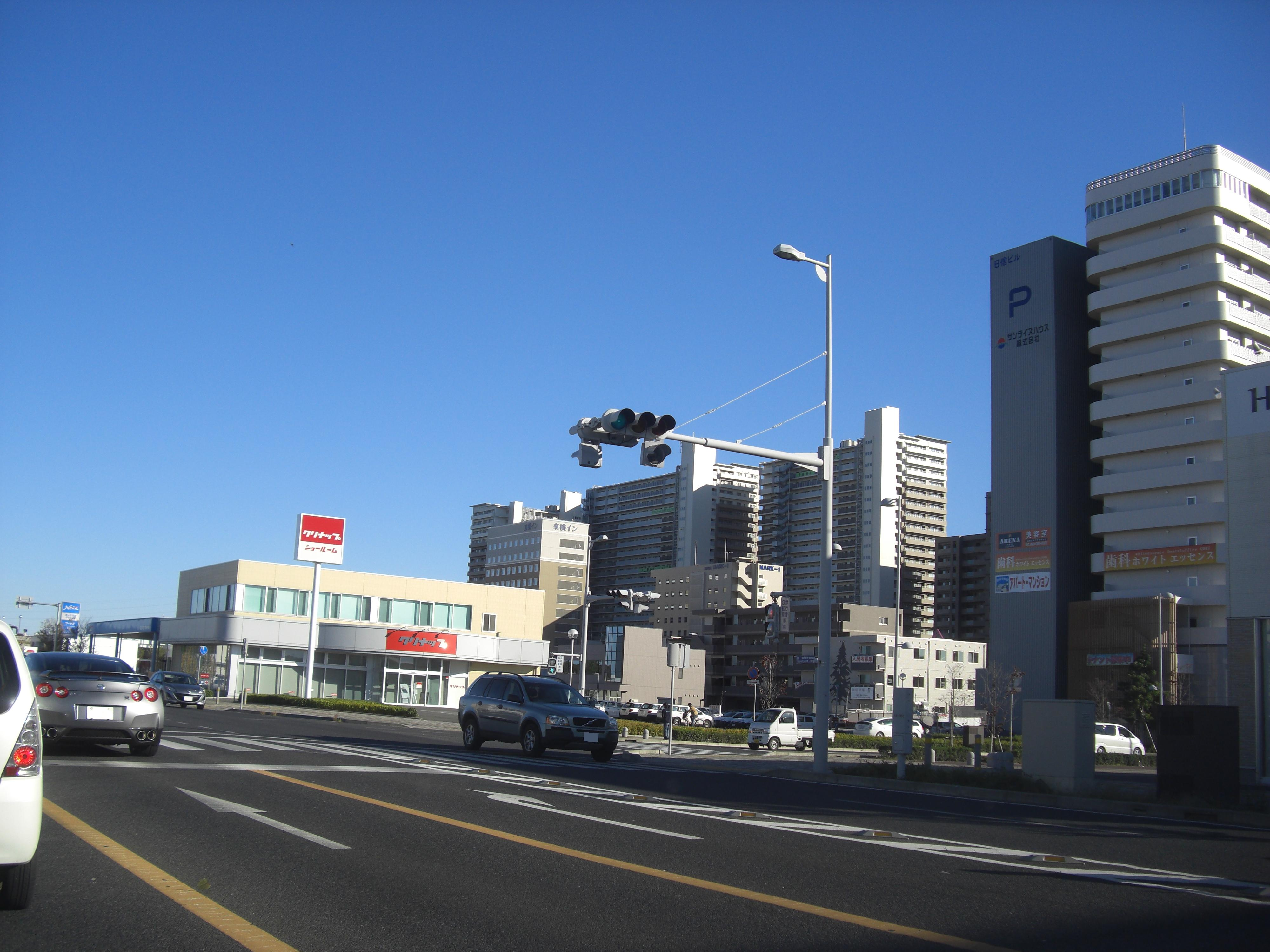
開発中の研究学園駅周辺

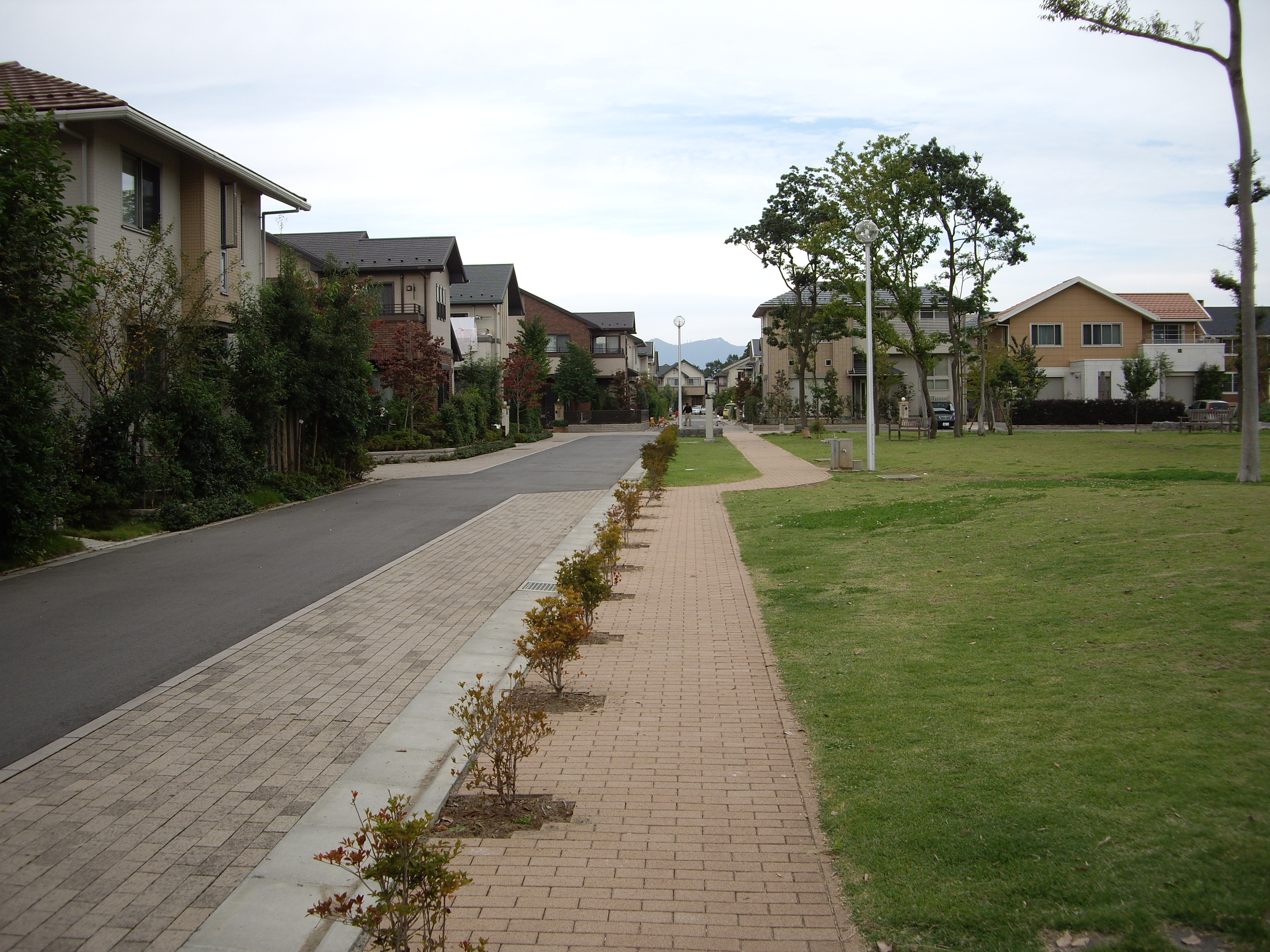
住宅街

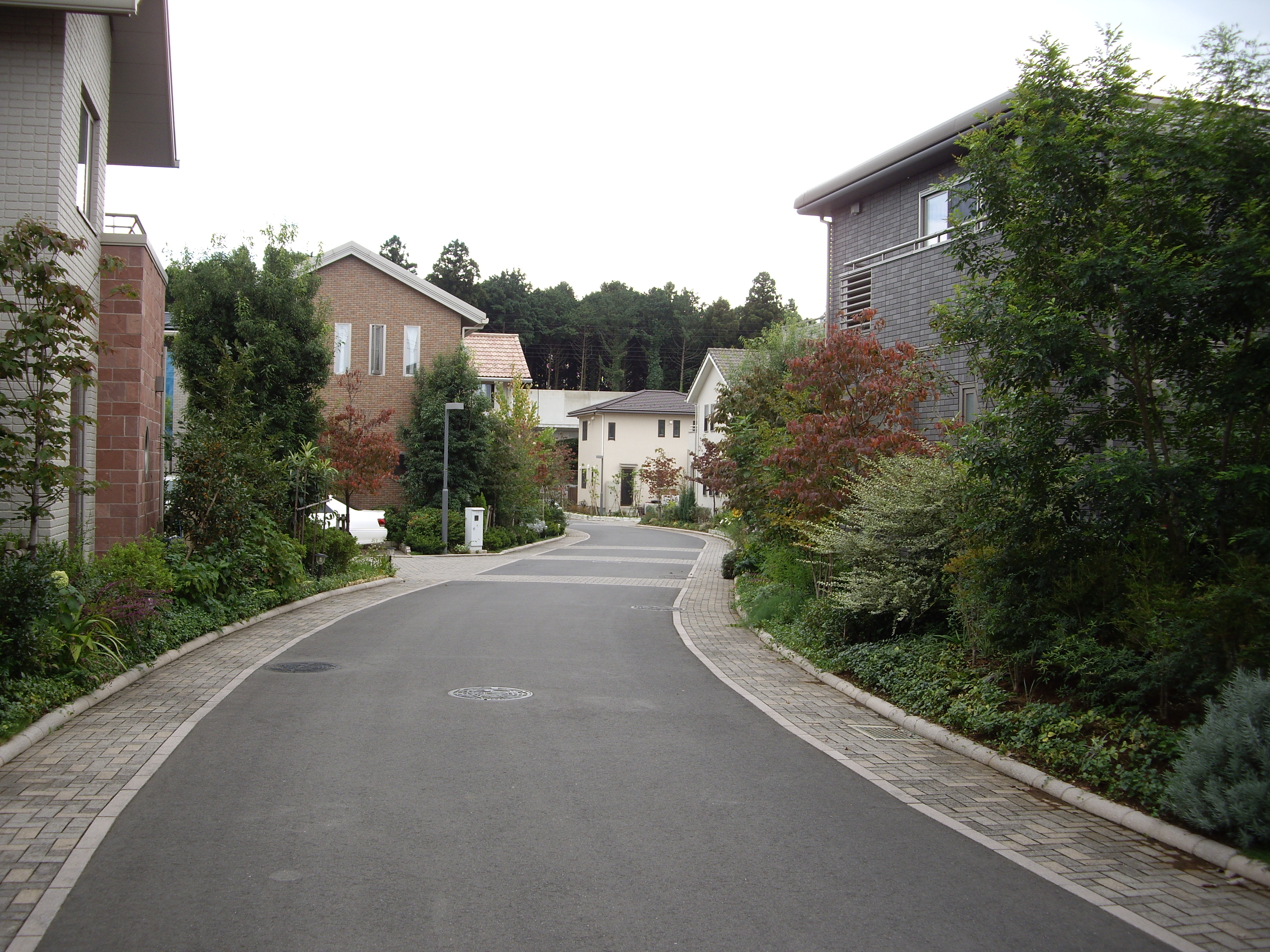
住宅街（2）

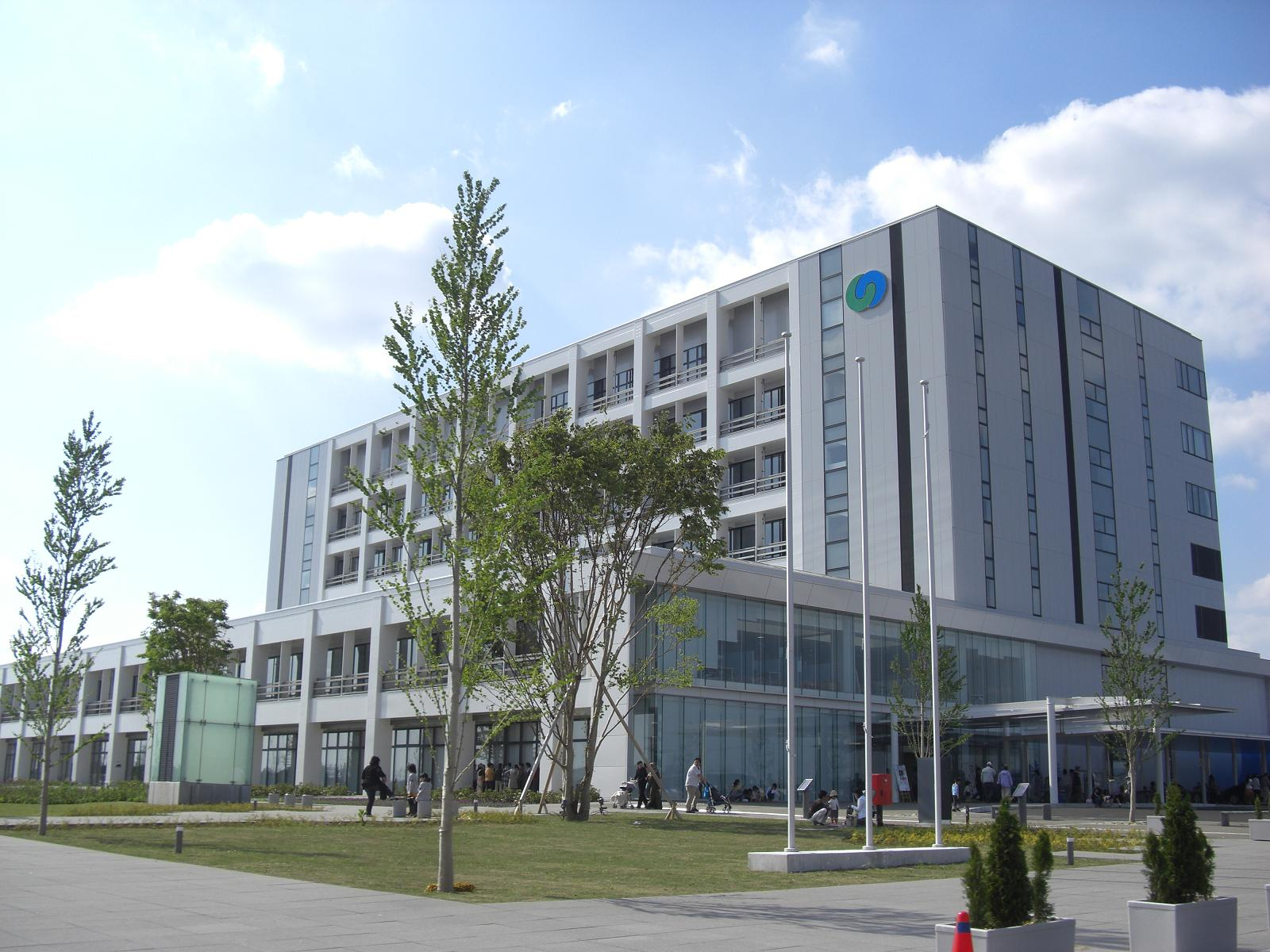
つくば市役所

研究学園（けんきゅうがくえん）は、茨城県つくば市の町名。現行行政地名で研究学園一丁目から研究学園七丁目が設定されている。つくば市役所が所在する地域である。

## 地理
つくば市中央部に位置する。首都圏新都市鉄道つくばエクスプレス研究学園駅の北側に当たり、全域が研究学園都市の副都心機能を担うエリア（つくばエクスプレスタウン研究学園葛城地区）として整備が行われている。また、筑波研究学園都市研究学園地区に隣接し、研究学園葛城地区の中で最も開発が進んでいる地域である。地域内にはつくば市役所、iiasつくば、筑波銀行つくば副都心支店（iiasつくば内）があり、地域内を新都市中央通りが通る。計画人口は12,240人。
東は春日、西は中東原新田、南は学園南、北は学園の森と接している。

### 丁目と仮換地番号
2014年（平成26年）6月28日、土地区画整理法第103条第4項による換地処分により、正式運用が開始された。それまで使用されていた仮換地街区画地番号は以下の丁目に設定されていた（番号は研究学園・学園南・学園の森で通し番号となっていた）。
- 研究学園一丁目 - D31〜D34（計画人口180人、0.13km2）
- 研究学園二丁目 - D35〜D55（計画人口1,260人、0.17km2）
- 研究学園三丁目 - C10〜C28（計画人口2,110人、0.22km2）
- 研究学園四丁目 - C29〜C43（計画人口2,610人、0.22km2）
- 研究学園五丁目 - D1〜D19、D47〜D50、D75（計画人口2,060人、0.3km2）
- 研究学園六丁目 - A49〜A59、E21〜E43（計画人口2,140人、0.2km2）
- 研究学園七丁目 - A60〜A74、E1〜E20、E54〜E56、E128（計画人口1,880人、0.14km2）

### 小・中学校の学区
市立小・中学校に通う場合、学区は以下の通りとなる。
| 丁目   | 番地       | 小学校               | 中学校               |
| ------ | ---------- | -------------------- | -------------------- |
| 一丁目 |            | 研究学園小学校       | 研究学園中学校       |
| 二丁目 |            | 研究学園小学校       | 研究学園中学校       |
| 三丁目 |            | 研究学園小学校       | 研究学園中学校       |
| 四丁目 |            | 学園の森義務教育学校 | 学園の森義務教育学校 |
| 五丁目 | 下記以外   | 学園の森義務教育学校 | 学園の森義務教育学校 |
| 五丁目 | 1-18番地   | 研究学園小学校       | 研究学園中学校       |
| 六丁目 |            | 春日学園義務教育学校 | 春日学園義務教育学校 |
| 七丁目 | 下記以外   | 春日学園義務教育学校 | 春日学園義務教育学校 |
| 七丁目 | 3 - 14番地 | 葛城小学校           | 手代木中学校         |

## 歴史
かつては新治郡面野井村、苅間村、下平塚村、根崎村の各一部で、1889年（明治22年）より葛城村（1896年（明治29年）に筑波郡に移行）、1955年（昭和30年）より筑波郡谷田部町、1987年（昭和62年）よりつくば市の大字面野井、大字刈間、大字下平塚、大字葛城根崎（1955年（昭和30年）まで大字根崎）の一部となっていた。第二次世界大戦前後には地域内は葛城村の村有地が存在していたが、戦後に開拓者に払い下げられ農業地域として開拓が行われた。その後、県の用地買収によって1964年（昭和39年）に日本自動車研究所が開設されたが、首都圏新都市鉄道つくばエクスプレス建設に当たり、研究所敷地内に駅の設置及び新市街地の建設が計画され、再度用地を買収。筑波研究学園都市の副都心機能を持つ街として開発が進められている。

### 地名の由来
つくばエクスプレスの駅名「研究学園」より。

### 町名の変遷
| 実施後         | 実施年月日                | 実施前（各大字ともその一部）   |
| -------------- | ------------------------- | ------------------------------ |
| 研究学園一丁目 | 2014年（平成26年）6月28日 | 苅間、東平塚、葛城根崎         |
| 研究学園二丁目 | 2014年（平成26年）6月28日 | 面野井、苅間、東平塚           |
| 研究学園三丁目 | 2014年（平成26年）6月28日 | 面野井、苅間、東平塚、遠東     |
| 研究学園四丁目 | 2014年（平成26年）6月28日 | 東平塚、下平塚                 |
| 研究学園五丁目 | 2014年（平成26年）6月28日 | 苅間、東平塚、下平塚、葛城根崎 |
| 研究学園六丁目 | 2014年（平成26年）6月28日 | 苅間、下平塚、葛城根崎         |
| 研究学園七丁目 | 2014年（平成26年）6月28日 | 苅間                           |

## 世帯数と人口
2017年（平成29年）8月1日現在の世帯数と人口は以下の通りである。
| 丁目                       | 世帯数    | 人口    |
| -------------------------- | --------- | ------- |
| 研究学園1丁目              | 6世帯     | 12人    |
| 研究学園2丁目              | 244世帯   | 601人   |
| 研究学園3丁目              | 269世帯   | 646人   |
| 研究学園4丁目              | 839世帯   | 2,146人 |
| 研究学園5丁目              | 1,037世帯 | 2,499人 |
| 研究学園6丁目              | 542世帯   | 1,558人 |
| 研究学園7丁目              | 356世帯   | 1,034人 |
| 研究学園7丁目3番地〜14番地 | 68世帯    | 251人   |
| 計                         | 3,361世帯 | 8,747人 |

## 施設
- つくば市役所
- つくば市消防本部中央消防署
- つくば警察署研究学園交番
- iiasつくば
- 筑波銀行つくば副都心支店
- 水戸信用金庫研究学園支店
- HOTEL BESTLAND
- ホテルマークワン
- 東横INN
- とりせん研究学園店
- LIXILショールーム
- クリナップショールーム
- 日立ハウステックショールーム
- つくば研究学園郵便局